# Lois McMaster Bujold
Lois McMaster Bujold (* 2. listopadu 1949) je uznávaná americká autorka sci-fi a fantasy literatury. Je čtyřnásobnou nositelkou ceny Hugo v kategorii za nejlepší román, dále získala cenu Nebula a Cenu mýtotvůrce. Její nejúspěšnějším dílem přeloženým do řady jazyků včetně češtiny je Vorkosiganská sága.

## Ocenění
Čtyřikrát získala cenu Hugo v kategorii za nejlepší román, mnoho dalších jejích románů bylo na tuto cenu nominováno a umístilo se na nejvyšších příčkách.
Vítězství:
- 1991 - za sci-fi román Vorova hra (Vorkosiganská sága)
- 1992 - za sci-fi román Barrayar (česky vyšel pod týmž jménem; Vorkosiganská sága)
- 1995 - za sci-fi román Zrcadlový tanec; (Vorkosiganská sága)
- 2004 - za fantasy román Ochránkyně duší

V roce 1991 získala cenu Nebula za sci-fi povídku The Mountains of Mourning (Vorkosiganská sága) a v roce 2002 Cenu mýtotvůrce v kategorii Mythopoeic Fantasy Award for Adult Literature za fantasy román Prokletí Chalionu. V roce 2011 obdržela cenu Skylark Award (celým názvem Edward E. Smith Memorial Award for Imaginative Fiction) a roku 2013 cenu Forry Award za celoživotní dílo.

## Dílo

### Série Prokletí Chalionu
- Prokletí Chalionu, angl. The Curse of Chalion (2001)
- Ochránkyně duší, angl. Paladin of Souls (2003)
- Boží lov, angl. The Hallowed Hunt (2005)

### Série Dobrodružství Milese Vorkosigana (Vorkosiganská sága)
- Učedník války, angl. The Warrior's Apprentice (1986)
- Hranice nekonečna, angl. Borders of Infinity (1989)
- Bratři ve zbrani, angl. Brothers in Arms (1989)
- Vorova hra, angl. The Vor Game (1990)
- Zrcadlový tanec, angl. Mirror Dance (1994)
- Cetaganda, angl. Cetaganda (1995)
- Paměť, angl. Memory (1996)
- Komarr, angl. Komarr (1998)
- Civilní služba, angl. A Civil Campaign (1999)
- Diplomatická imunita, angl. Diplomatic Immunity (2002)
- Kryokomby, angl. Cryoburn (2010)
- Aliance kapitána Vorpatrila, angl. Captain Vorpatril’s Alliance (2012)

### Série Cordelia Naismith
- Cáry cti, angl. Shards of Honor (1986)
- Barrayar, angl. Barrayar (1991)
- Cordelia's Honor (1996) - kombinovaná edice Cáry cti + Barrayar, s doslovem autorky.

### Ostatní
- Ethan of Athos (1986)
- Cestou svobody, angl. Falling Free (1988)
- Dreamweaver's Dilemma (1995)